# Peter Bartek
Peter Bartek (* 7. června 1960) je bývalý slovenský fotbalový brankář.

## Fotbalová kariéra
V československé lize nastoupil za ZVL Považská Bystrica v 7 utkáních.

## Ligová bilance
| Ročník                                      | Zápasy | Góly | Minuty | Nuly | Klub                  |
| ------------------------------------------- | ------ | ---- | ------ | ---- | --------------------- |
| 1. slovenská národní fotbalová liga 1984/85 | 2      | 0    | –      | –    | ZVL Považská Bystrica |
| 1. slovenská národní fotbalová liga 1985/86 | 13     | 0    | –      | –    | ZVL Považská Bystrica |
| 1. slovenská národní fotbalová liga 1986/87 | 16     | 0    | –      | –    | ZVL Považská Bystrica |
| 1. slovenská národní fotbalová liga 1987/88 | 2      | 0    | –      | –    | ZVL Považská Bystrica |
| 1. slovenská národní fotbalová liga 1988/89 | 14     | 0    | –      | –    | ZVL Považská Bystrica |
| 1. československá fotbalová liga 1989/90    | 7      | 0    | 630    | 0    | ZVL Považská Bystrica |
| CELKEM                                      | 7      | 0    | 630    | 0    |                       |